# Zakho SC
Der Zakho Sport Club (arabisch نادي زاخو الرياضي), auch Zaxo Sport Club (kurdisch یانا زاخو یا وه‌رزشی) geschrieben, ist ein irakischer Fußballverein aus Zaxo in der Autonomen Region Kurdistan. Aktuell, Stand Oktober 2024, spielt der Verein in der ersten irakischen Liga.

## Erfolge
- Irakischer Zweitligavizemeister: 2001/02, 2018/19
- Irakischer Drittligameister: 1991/92
- Kurdistan Cup:  2010/11, 2011/12
- Kurdistan Supercup: 2010/11, 2011/12

## Stadion
Der Verein trägt seine Heimspiele im Zakho International Stadium in Zaxo aus. Das Stadion hat ein Fassungsvermögen von ca. 34.000 Personen.

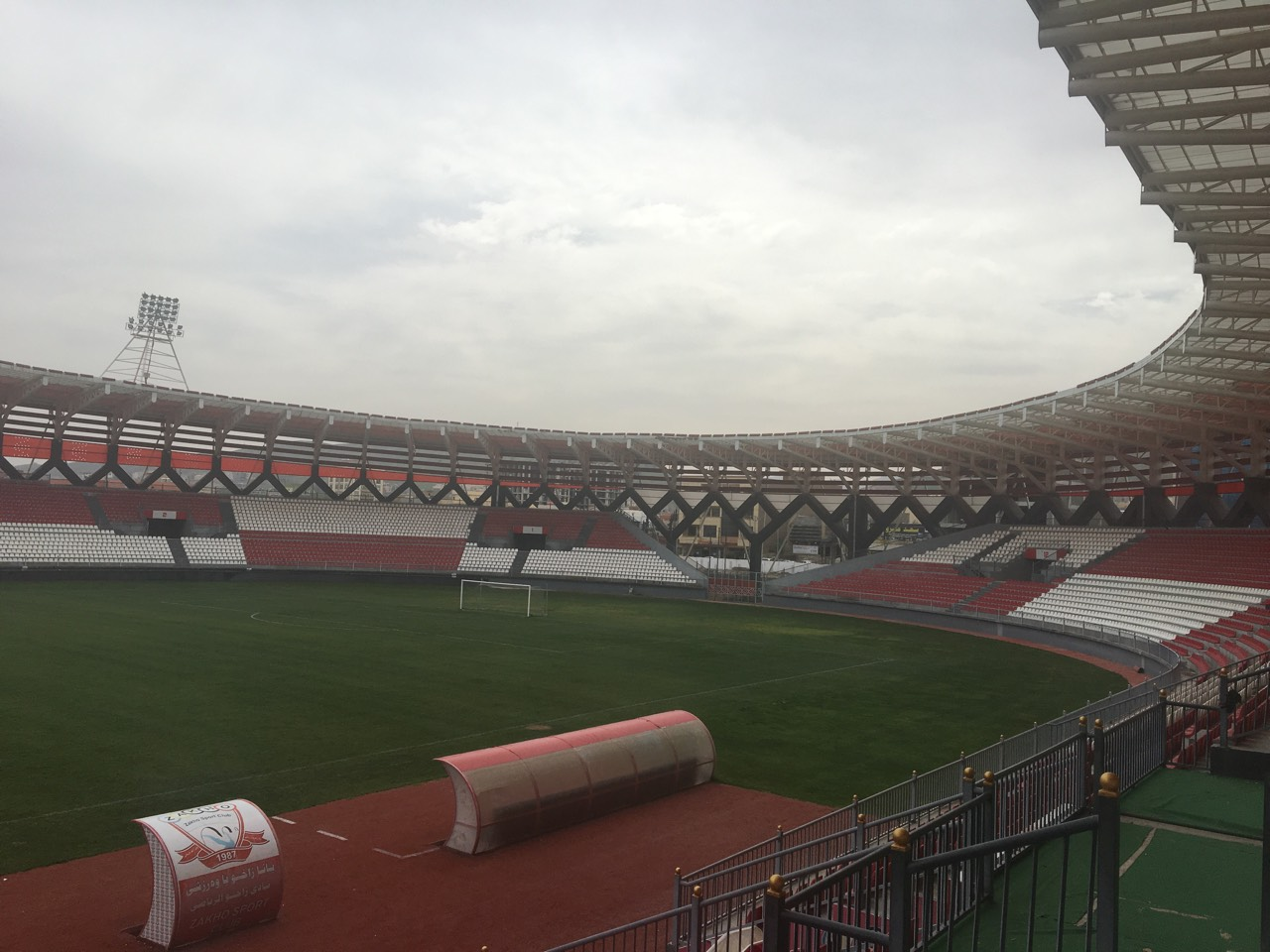
Zakho International Stadium

## Aktueller Kader
Stand: August 2024
| Nr. |           | Position | Name                 |
| --- | --------- | -------- | -------------------- |
| 1   | Irak      | TW       | Omran Zaki           |
| 2   | Jordanien | AB       | Mohammad Abu Hashish |
| 3   | Brasilien | AB       | Patrick Marcelino    |
| 4   | Irak      | AB       | Shivan Jameel        |
| 5   | Irak      | AB       | Bayar Zaki           |
| 7   | Jemen     | MF       | Nasser Al-Gahwashi   |
| 8   | Irak      | ST       | Ayoub Nanah          |
| 10  | Syrien    | ST       | Mahmoud Al-Aswad     |
| 11  | Irak      | ST       | Ibrahim Hesar        |
| 12  | Irak      | TW       | Ali Kadhim           |
| 12  | Irak      | TW       | Ali Abdul Karim      |

| Nr. |           | Position | Name                 |
| --- | --------- | -------- | -------------------- |
| 14  | Irak      | MF       | Amjad Attwan         |
| 17  | Irak      | AB       | Yousef Al-Alousi     |
| 19  | Irak      | MF       | Hamid Haji           |
| 21  | Irak      | AB       | Ramadhan Sediq       |
| 23  | Brasilien | MF       | Moisés Gaúcho        |
| 25  | Irak      | MF       | Mohammed Ali Abbood  |
| 29  | Brasilien | ST       | Gustavo Henrique     |
| 30  | Irak      | AB       | Ahmed Ibrahim Khalaf |
| 32  | Irak      | AB       | Alaa Raad            |
| 33  | Irak      | AB       | Ahmed Nadhim         |
| 80  | Irak      | ST       | Ahmed Zamel          |

## Trainer
Stand: Oktober 2024
| Trainer                 | von                | bis                |
| ----------------------- | ------------------ | ------------------ |
| Basim Qasim             | 20. März 2011      | 2. August 2011     |
| Haidar Mahmoud          | 1. Juli 2015       | 22. September 2015 |
| Ilie Stan               | 1. Juli 2015       | 30. Dezember 2015  |
| Marin Ion               | 26. Dezember 2015  | 3. März 2016       |
| Essam Hamad             | 13. Juli 2016      | 1. Oktober 2016    |
| Marian Mihail           | 1. Oktober 2016    | 4. Dezember 2016   |
| Dorinel Munteanu        | 30. Dezember 2016  | 23. Februar 2017   |
| Emad Aoda               | 31. März 2017      | 14. Oktober 2017   |
| Haider Obeid            | 8. Juli 2018       | 18. Juli 2018      |
| Ahmed Kadhim            | 23. September 2018 | 19. Juli 2019      |
| Ali Hadi                | 1. Juli 2019       | 12. Juni 2020      |
| Ahmed Salah             | 28. Juni 2020      | 13. Februar 2021   |
| Abdul-Wahab Abu Al-Hail | 21. April 2021     | 30. Juni 2022      |
| Firas Al-Khatib         | 1. März 2022       | 1. Juli 2022       |
| Haider Abdulameer       | 1. Juli 202        | 30. Juni 2023      |
| Hamza Hadi              | 10. Juli 2022      | 25. Oktober 2022   |
| Haidar Abdul-Amir       | 1. November 2022   | 3. Mai 2023        |
| Nizar Mahrous           | 4. Mai 2023        | 30. Juni 2023      |
| Talal Al-Bloushi        | 22. August 2023    | 26. April 2025     |
| Abdul-Ghani Shahad      | 29. April 2025     |                    |